# ホーム (デラニー&ボニーのアルバム)
『ホーム』（Home）は、アメリカ合衆国の夫婦デュオ、デラニー&ボニーが1969年にスタックス・レコードから発表したスタジオ・アルバム。エレクトラ・レコードから発売されたファースト・アルバム『オリジナル・デラニー&ボニー』（1969年）よりも先に制作が始められたが、リリースは本作の方が後になった。

## 背景
全曲とも1968年2月27日から11月1日の間にレコーディングされた。ただし、オリジナルLP収録曲のうち5曲と、アウトテイクとなった「ア・ロング・ロード・アヘッド」及び「オール・ウィ・リアリー・ウォント・トゥ・ドゥ」に関しては、1969年7月にも追加のレコーディングが行われ、この時にホーン・セクション、キーボード、バックグラウンド・ボーカルのパートが録音された。
1968年2月27日に行われた最初のセッションは、ブッカー・T&ザ・MG'sのメンバー4人にアイザック・ヘイズ（キーボード）、ウィリアム・ベル（バックグラウンド・ボーカル）、ホーン・セクションを加えた編成で行われた。続く8月のセッションには、ブッカー・T&ザ・MG'sのうちブッカー・T・ジョーンズを除く3人とアイザック・ヘイズが参加し、9月13日にホーン・セクションが追加された。
11月1日のセッションのみ、ハリウッドでレオン・ラッセル、カール・レイドル、ジミー・カースタインを迎えて行われた。この日は2曲（リマスターCDに収録されたアウトテイクも合わせると4曲）の録音が行われ、その一つ「ピース・オブ・マイ・ハート」はジャニス・ジョプリンの歌唱により大ヒットした曲で、Matthew Greenwaldはオールミュージックにおいて「このヴァージョンは、ジャニス・ジョプリンのヴァージョンの苦悩や傷心を全て持ち合わせており、もちろんスタックス的なダウン・ホーム・ファンクの要素もボーナスとして追加された」と評している。
本作制作時のアウトテイクのうち「ダーティ・オールド・マン」と「ゲット・アワセルヴズ・トゥゲザー」は、エレクトラ・レコード移籍後に再録音され、アルバム『オリジナル・デラニー&ボニー』に収録された。
アルバム・ジャケットは、ミシシッピ州ポントトクにあるデラニー・ブラムレットの生家で撮影され、デラニーとボニーの夫婦、それにデラニーの祖父の3ショットとなっている。

## 評価
本作はデラニー&ボニーのスタジオ・アルバムの中で唯一、Billboard 200入りを逃した。Richie Unterbergerはオールミュージックにおいて5点満点中3.5点を付け「後のアルバムの方が遥かに広く知られていくが、このレコードは後の作品と比べても、よりソウル寄りでロック色が少ないことを除けば、大きな違いはない」と評している。また、ロバート・クリストガウは本作にB+を付け「エレクトラのアルバム（『オリジナル・デラニー&ボニー』）と並ぶ作品ではない」としながらも「十分に良い」と評している。

## 2006年リマスターCD
2006年にスタックス・レコードから発売されたアメリカ盤リマスターCD(STXCD-8626-2)は、ボーナス・トラックが追加されて16曲入りとなり、曲順も大幅に変更された。一方、2006年7月26日にビクターエンタテインメントから発売された日本盤CD(VICP-63502)では、オリジナル盤の曲順に準じた10曲の後にボーナス・トラック6曲が収録された。

## 収録曲
1. イッツ・ビーン・ア・ロング・タイム・カミング "It's Been a Long Time Coming" (Delaney Bramlett, Bonnie Bramlett) – 2:21
2. ア・ライト・ナウ・ラヴ "A Right Now Love" (B. Bramlett, Homer Banks) – 2:25
3. ウィ・キャン・ラヴ "We Can Love" (Steve Cropper, Eddie Floyd) – 2:24
4. マイ・ベイビー・スペシャライゼズ "My Baby Specializes" (Isaac Hayes, David Porter) – 3:17
5. エヴリバディ・ラヴズ・ア・ウィナー "Everybody Loves a Winner" (Booker T. Jones, William Bell) – 4:49
6. シングス・ゲット・ベター  "Things Get Better" (S. Cropper, E. Floyd, Wayne Jackson) – 2:31
7. ジャスト・プレイン・ビューティフル "Just Plain Beautiful" (S. Cropper, Bettye Crutcher) – 2:12
8. ハード・トゥ・セイ・グッドバイ "Hard to Say Goodbye" (B. Bramlett, Carl Radle) – 2:40
9. プア・ユア・ラヴ・オン・ミー "Pour Your Love on Me" (B. Bramlett, H. Banks) – 2:46
10. ピース・オブ・マイ・ハート "Piece of My Heart" (Bert Berns, Jerry Ragovoy) – 4:25

### 日本盤リマスターCDボーナス・トラック
1. ア・ロング・ロード・アヘッド "A Long Road Ahead" (D. Bramlett, B. Bramlett, C, Radle) – 3:01
2. オール・ウィ・リアリー・ウォント・トゥ・ドゥ "All We Really Want to Do" (D. Bramlett, B. Bramlett) – 2:54
3. ルック・ホワット・ウィ・ハヴ・ファウンド "Look What We Have Found" (unknown) – 2:59
4. アイヴ・ジャスト・ビーン・フィーリング・バッド "I've Just Been Feeling Bad" (S. Cropper, E. Floyd) – 2:54
5. ダーティ・オールド・マン "Dirty Old Man" (D. Bramlett, Mac Davis) – 2:37
6. ゲット・アワセルヴズ・トゥゲザー "Get Ourselves Together" (D. Bramlett, B. Bramlett, C. Radle) – 2:27

### アメリカ盤リマスターCD
1. "A Long Road Ahead" – 3:01
2. "My Baby Specializes" – 3:17
3. "Things Get Better" – 2:31
4. "We Can Love" – 2:24
5. "All We Really Want to Do" – 2:54
6. "It's Been a Long Time Coming" – 2:21
7. "Just Plain Beautiful" – 2:12
8. "Everybody Loves a Winner" – 4:49
9. "Look What We Have Found" – 2:59
10. "Piece of My Heart" – 4:25
11. "A Right Now Love" – 2:25
12. "I've Just Been Feeling Bad" – 2:54
13. "Dirty Old Man" – 2:37
14. "Get Ourselves Together" – 2:27
15. " Pour Your Love on Me " – 2:46
16. "Hard to Say Goodbye" – 2:40

## 参加ミュージシャン
- デラニー・ブラムレット - ボーカル、ギター
- ボニー・ブラムレット - ボーカル
- スティーヴ・クロッパー - ギター
- ブッカー・T・ジョーンズ - キーボード
- アイザック・ヘイズ - キーボード
- レオン・ラッセル - キーボード
- ドナルド・ダック・ダン - ベース
- カール・レイドル - ベース
- アル・ジャクソン・ジュニア - ドラムス
- ジミー・カースタイン - パーカッション
- ウェイン・ジャクソン - トランペット
- ベン・コーリー - トランペット
- アンドリュー・ラヴ - サクソフォーン
- ジョー・アーノルド - サクソフォーン
- エド・ローガン - サクソフォーン
- ウィリアム・ベル - バックグラウンド・ボーカル

下記のミュージシャンは1969年7月のオーバー・ダビングのみ参加。
- ジェイ・プルート - トランペット
- ディック・ステフ - トランペット
- ジョン・デイヴィス - トランペット
- ジム・テリー - サクソフォーン
- フィル・フォレスト - バックグラウンド・ボーカル